# Tiquilia greggii
Tiquilia greggii är en strävbladig växtart som först beskrevs av T. och G., och fick sitt nu gällande namn av A. Richardson. Tiquilia greggii ingår i släktet Tiquilia och familjen strävbladiga växter. Inga underarter finns listade i Catalogue of Life.